# Estakada kolejowa w Gorzowie Wielkopolskim
Estakada kolejowa w Gorzowie – zabytkowa estakada w ciągu linii kolejowej nr 203 Kostrzyn – Tczew, nad Wartą w Gorzowie Wielkopolskim, w zachodniej Polsce, w województwie lubuskim. Estakada kolejowa jest najdłuższym zabytkiem techniki w Polsce i od 2 czerwca 2009 znajduje się w rejestrze zabytków.
Całkowita długość estakady wynosi 2116 metrów. Budowla posiada około 70 sklepień o parabolicznym kształcie łuków, rozdzielonych pięcioma stalowymi wiaduktami przy ulicy Herberta, Chrobrego, Wodnej, Młyńskiej i Garbary. W rejestrze zabytków jest jednak wpisane 1700 m, gdyż prawdopodobnie niektóre budowle nie zostały uwzględnione.

## Linie kolejowe
Estakada zlokalizowana jest na odcinku linii 203 Tczew – Kostrzyn od km 295,591 do km 297,707.

## Historia

### Geneza
Przed wybudowaniem estakady, tory biegły w miejscu obecnej ul. Spichrzowej i dziewięć razy krzyżowały się z ruchem ulicznym. W Gorzowie w drugiej połowie XIX wieku ruch pociągów był wzmożony. Rogatki kolejowe przy ulicy Mostowej zamykane były 35 razy na dobę, czyli prawie co 45 minut. Wyliczono wtedy liczbę przemieszczających się przez tory furmanek i pieszych - odpowiednio 1145 i 16 899. Częste zamykanie rogatek powodowało wstrzymanie ruchu przez most na kilka godzin dziennie. Tory dzieliły miasto na dwie części, powodując różnice w poziomie rozwoju. 
W tej sytuacji rajcy miejscy postanowili doprowadzić do zlikwidowania kolizyjnych skrzyżowań dróg kołowych z żelaznymi i pozwolić mieszkańcom ówczesnego Landsberga na łatwiejsze poruszanie się po mieście. Pojawiła się propozycja przeniesienia torów poza obręb miasta. Dworzec miał być usytuowany w okolicy dzisiejszej ulicy Roosevelta. Wiązało się to jednak z dużymi nakładami i stratami dla miasta, dlatego pomysł nie został zrealizowany. Wtedy burmistrz podjął decyzję o budowie estakady. Na pewno musiały wydać zgodę władze zwierzchnie, czyli Rejencji Frankfurckiej lub nawet Dyrekcji Pruskiej Kolei Wschodniej.

### Budowa
Estakadę zaczęto budować w 1910 w kilku miejscach równocześnie, a zakończenie prac nastąpiło w drugiej połowie 1914. Jednak zaprojektowana mogła być już wcześniej. W czasie prac wyburzeniu uległa cała ulica Nadbrzeżna, w tym ochronka, zabudowania Clemensów, Schniederów z drukarnią oraz domami Schroderów. Ocalała tylko willa Herzoga, dziś budynek po byłym LOK-u.
Teren dworca znajdował się na miejscu obecnego dworca towarowego. Dwa tory w jego pobliżu, co można zobaczyć po szynach, które są całkiem inne, węższe niż współczesne, najprawdopodobniej przechodziły przez Kłodawkę, wchodziły na północną część, przekraczając oś estakady w okolicy Wildomu. Tam też znajduje się most i prawdopodobnie ten fragment został najpóźniej wybudowany.
Estakada w Gorzowie została wybudowana jako pierwowzór estakady w Berlinie i we Wrocławiu. Jest to budowla ceglano-murowano-cementowa z przewagą ceglanej - obiekt został wymurowany, nie był wylany żelbet. Cegły zostały wypalone w barwie pomarańczowej i czerwonej. Nie były lepione ręcznie, tylko maszynowo. Najprawdopodobniej wykonywano je w okolicznych cegielniach. Niektóre zakłady produkowały budulec specjalnie na potrzeby estakady.

### Przebudowa estakady

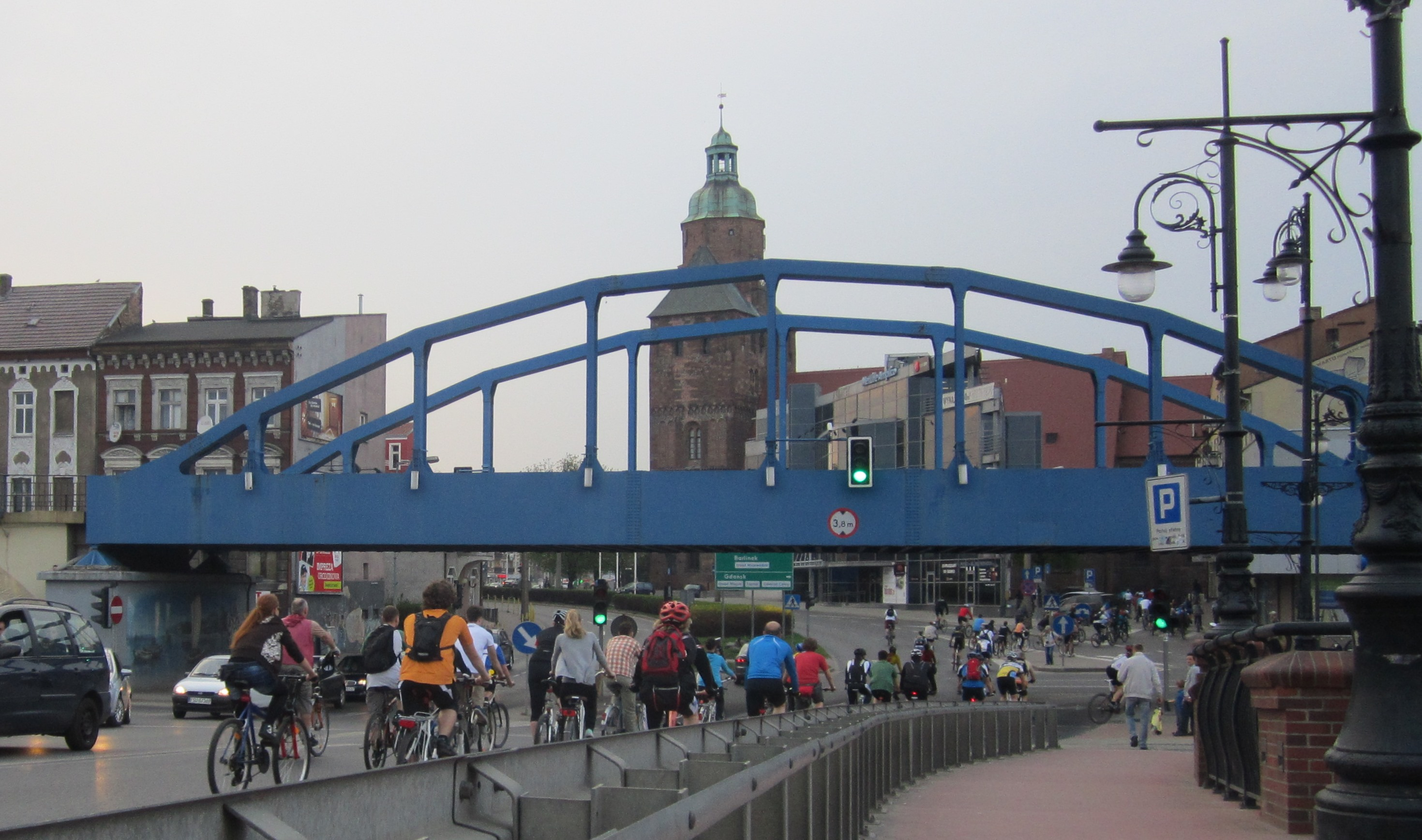
Wiadukt na ul. Chrobrego

W 1974 wzniesiony został stalowy wiadukt w miejscu przeprawy na most. Przyczyną jego budowy był brak jednego sklepienia. Przejeżdżające tamtędy ciężarówki miały coraz większe gabaryty, przez co nie mogły się zmieścić. Podjęto więc decyzję o zburzeniu jednego przęsła metalowego i niszy u wylotu Mostowej oraz Wodnej. Na estakadzie zmieniła się też liczba torów. Pierwotnie zgodnie z wyliczeniami konstruktorów budowli były dwa, z określonym rozstawem normalnym. W okresie zimnej wojny przez Gorzów do Niemiec przejeżdżały transporty wojsk radzieckich oraz prowadzono przejazdy pociągów osobowych produkowanych w Niemieckiej Republice Demokratycznej dla ZSSR, których wagony były szersze. Kiedy pojazdy nie mogły się minąć na łukach wiaduktu, wbrew założeniom konstrukcyjnym estakady, rozsunięto tory na jego skraje. Błędna decyzja poskutkowała zniszczeniem odwodnienia, a konstrukcja budowli zaczęła pękać. Aby powstrzymać szybką dewastację estakady, podjęto decyzję o zlikwidowaniu jednego toru i przesunięciu drugiego bliżej środka.

### Remont

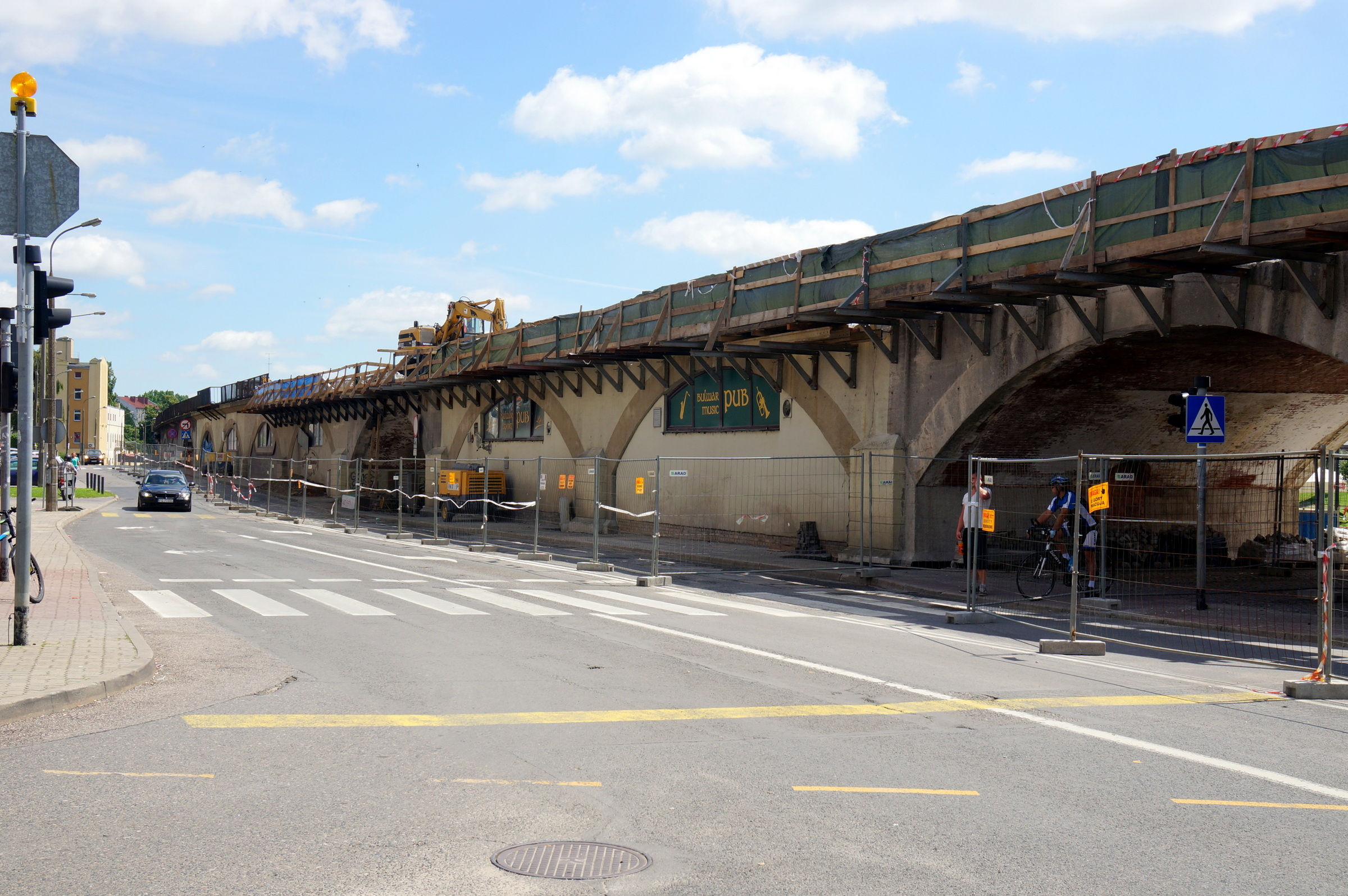
Odcinek przy ul. Spichrzowej

Stan techniczny estakady był niezadowalający. Występowały liczne uszkodzenia i pęknięcia. Z powodu złego stanu technicznego zadaszenia, które zagrażało bezpieczeństwu pasażerów zamknięty został peron 2.
Prace nad remontem estakady zaczęły się od wydania w 2011 zaleceń konserwatorskich. W 2012 została przedstawiona cała dokumentacja przygotowująca wykonanie remontu. Wykonano dokumentację studium wykonalności remontu estakady.
W połowie 2013 rozpisano konkurs na dokumentację techniczno-budowlaną dla estakady i planowano, że przetargi na renowację ruszą na początku 2014. W marcu 2014 podano, że remont zostanie przesunięty, a rozpoczęcie prac konserwatorskich rozpocznie się w 2016 roku. Planowane jest gruntowne zabezpieczenie i odnowienie konstrukcji, remont peronu nr 2 i podniesienie prędkości z 70 do 100 km/h. Inwestycja ma pochłonąć 100 milionów złotych.

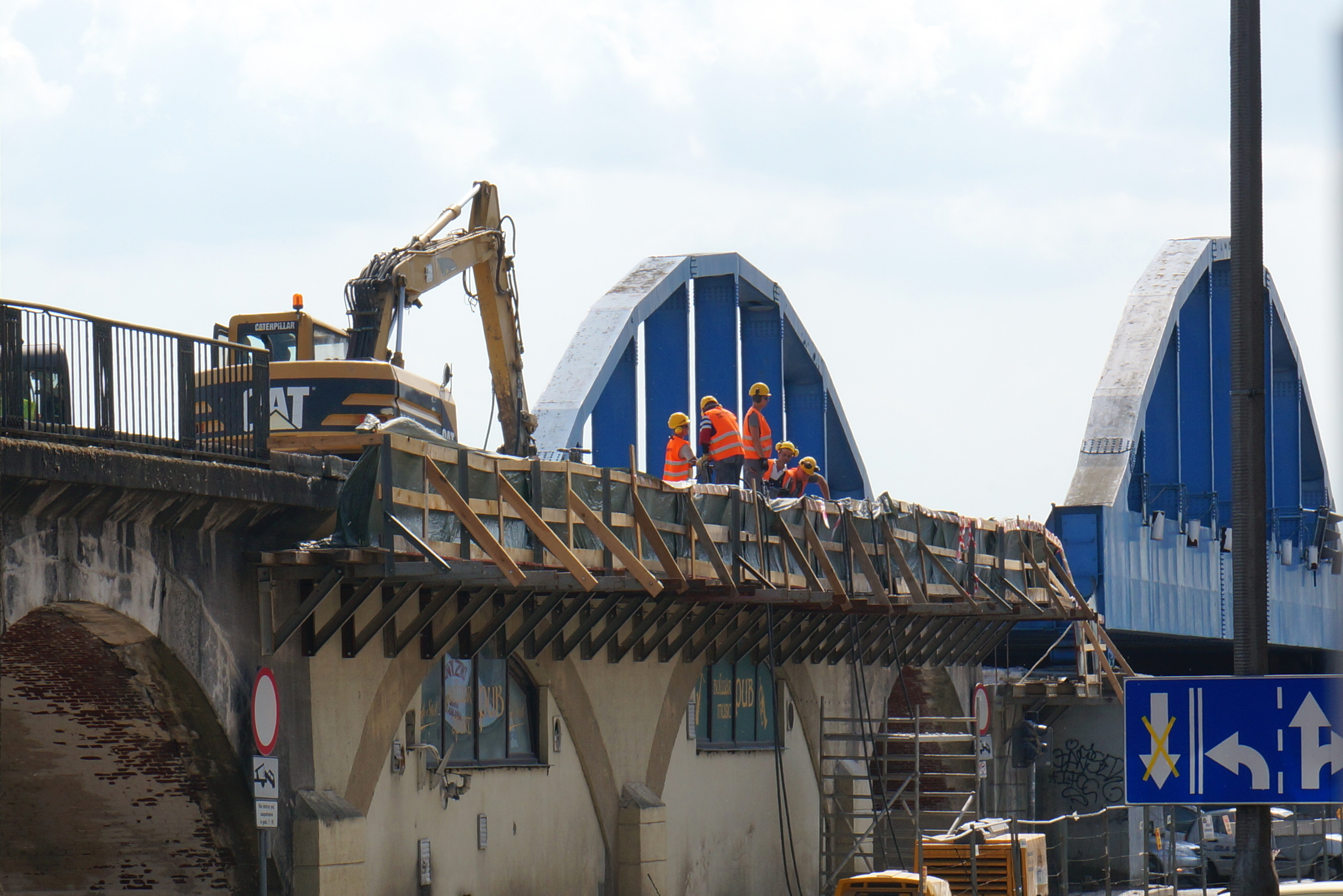
Remont estakady

14 października 2016 została podpisana umowa na remont estakady o wartości 111 mln złotych brutto z konsorcjum firm Intercor Zawiercie, Intop Tarnobrzeg i Polwar Gdańsk. Zakres modernizacji objął całą konstrukcje estakady: wzmocnienie nisz ceglano-betonowych, modernizacją przejść, mostu i pięciu stalowych wiaduktów, wymianą około 3 kilometrów torów, wzmocnienie murów oporowych, przebudowę tunelu dworcowego oraz peronów. Powstał także nowy przystanek kolejowy przy ulicy Teatralnej w pobliżu Instytutu Humanistycznego miejscowej Akademii. W dniu 9 czerwca 2019 r. wznowiono regularny ruch pociągów na estakadzie, zaś modernizacja została zakończona 20 stycznia 2020 r. Środki na modernizację pochodziły z Funduszu Spójności oraz PKP Polskie Linie Kolejowe S.A. 

## Opis estakady

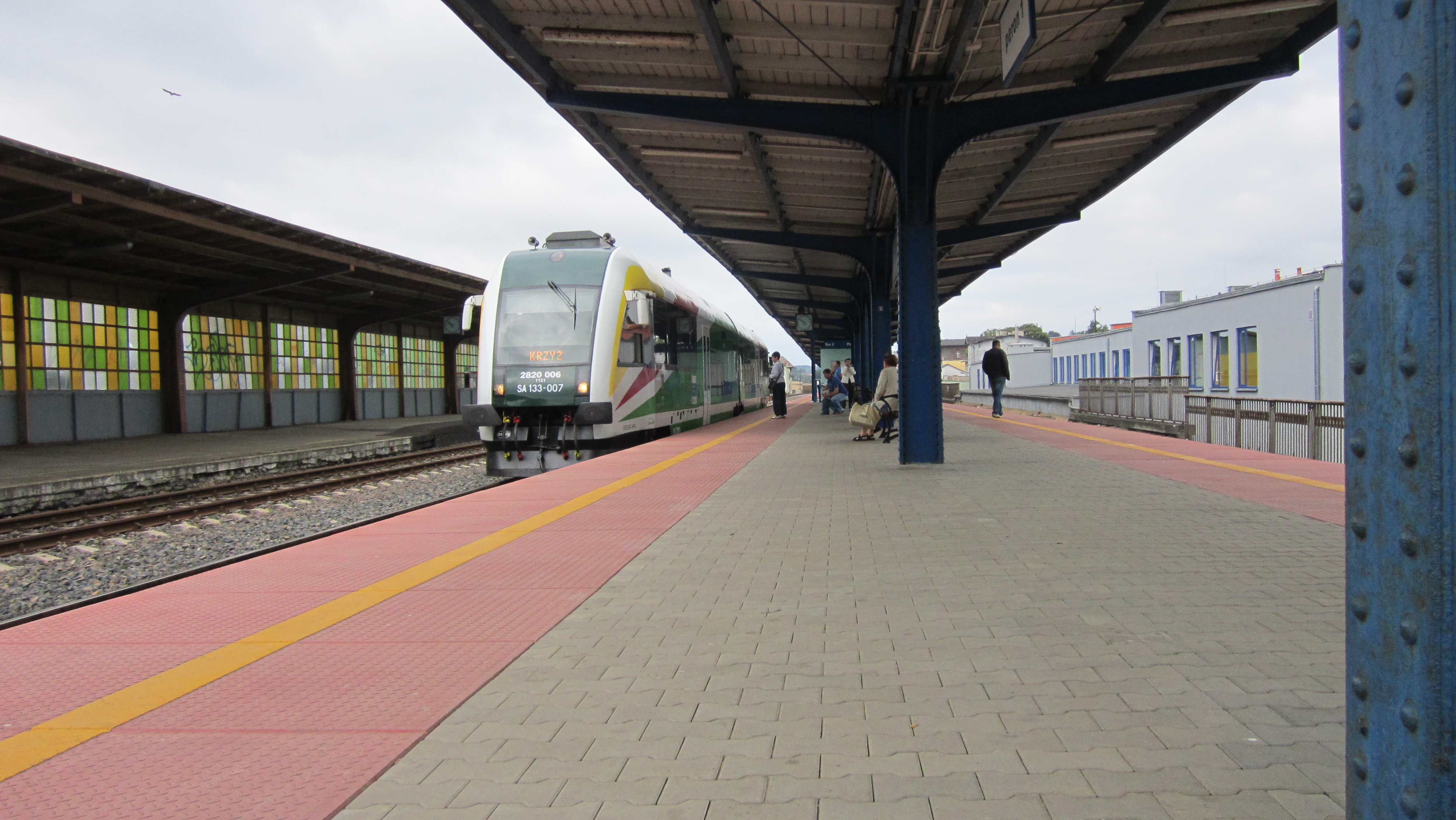
Gorzowskie perony na estakadzie

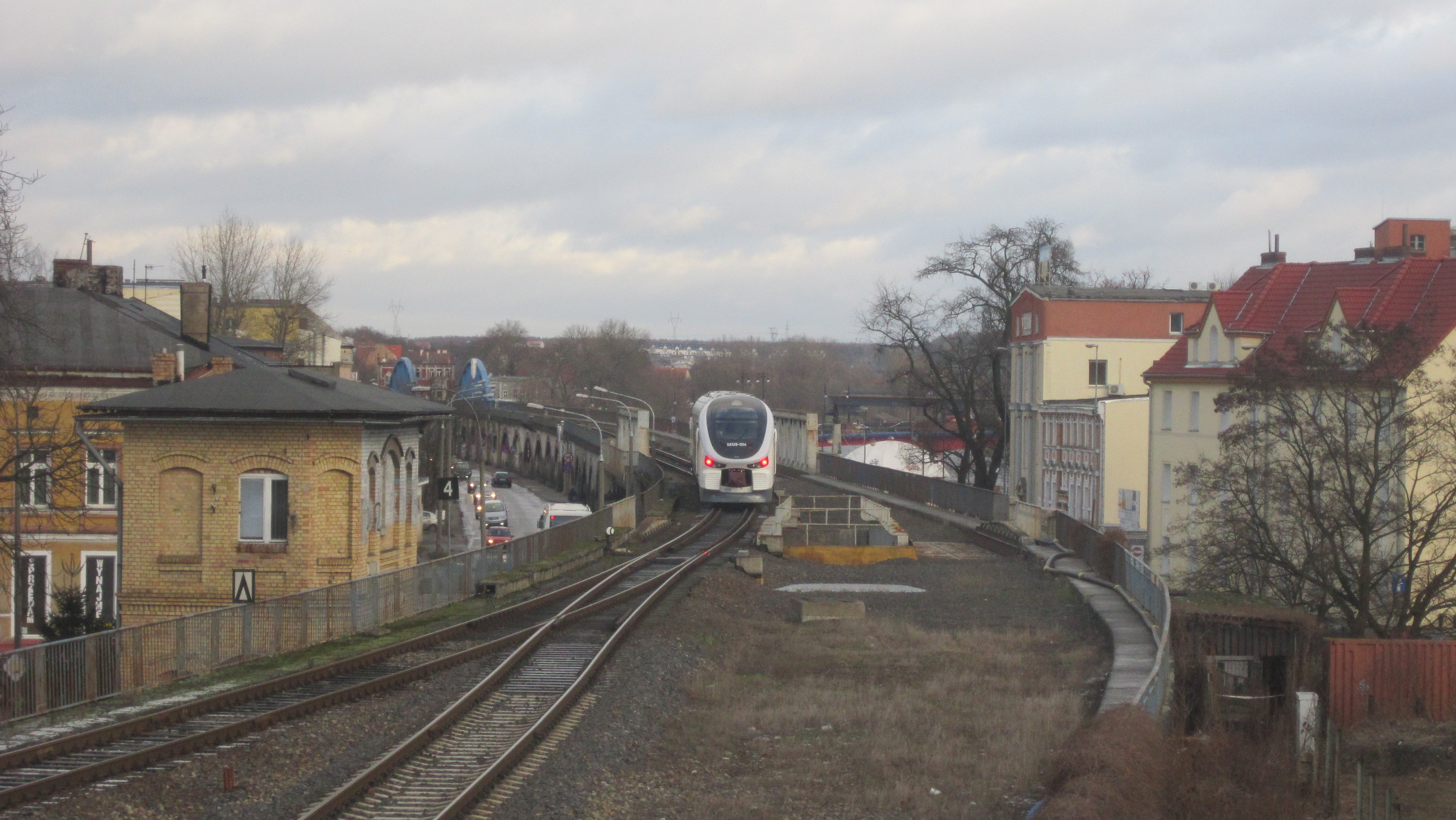
Link na estakadzie w Gorzowie

Na południowo-zachodnim krańcu estakady znajduje się przedsiębiorstwo Gorzów Wagony, zajmuje się ono wykonywaniem napraw bieżących oraz poawaryjnych taboru kolejowego. Tor na estakadzie nie jest zelektryfikowany. 600 m dalej rozpoczyna się odcinek dworcowy estakady. Znajduje się pod nim schron. Integralną częścią tego kompleksu jest tunel, który łączy budynek dworca oraz peron 1 i 2 z peronami 3 i 4, tak zwanymi myśliborskimi lub nadwarciańskimi. Schody prowadzące na perony zachowały oryginalne poręcze o dekoracyjnej formie. Ściany tuneli stacyjnych wyłożone są kolorowymi kafelkami. Niedawno wyremontowano peron 1. Został podwyższony oraz wyłożony kostką brukową i bordowymi płytami z żółtym pasem ostrzegającym dla słabowidzących. Wymienione zostały również tory w obrębie peronu. Na potrzeby osób niepełnosprawnych ruchowo zamontowano nową windę. Pasażerom wygodnie się także wsiada do kursujących pociągów, które mają wejście na równo z krawędzią peronu. Stare tablice z nazwą miejscowości zastąpiono nowymi, większymi; postawiono także nowe drewniano-metalowe ławki. W jego pobliżu znajduje się zachowany żuraw, który służy do napełniania wodą parowozów. W trakcie remontu pod starą asfaltową nawierzchnią peronu odkryto już przez niektórych zapomniane liczne świetliki oraz oryginalną poniemiecką płytkę, którą wyłożony był niegdyś peron. Natomiast peron 2 z powodu złego stanu technicznego jest wyłączony z eksploatacji. W planach znajduje się remont tegoż peronu. Przy peronie przebiega jeden tor, a z drugiej strony jest ściana z kolorowej szyby. Oba perony są zadaszone i mierzą około 300 metrów, natomiast odcinek dworcowy 73 metry. Dalej trzy tory łączą się w jeden. Torowisko ułożone zostało na kamiennej podsypce. Po drodze znajduje się nastawnia Go1, niejako przyklejona do estakady. Mieszczą się tam urządzenia do sterowania ruchem kolejowym. Jest wyposażona w urządzenia nastawcze, blokowe i łączności. Następnie estakada prowadzi nas wzdłuż ul. Składowej i Spichrzowej.
Całkowita długość estakady wynosi 2116 metrów. Budowla posiada około 70 sklepień o parabolicznym kształcie łuków, rozdzielonych pięcioma stalowymi wiaduktami przy ulicy Herberta, Chrobrego, Wodnej, Młyńskiej i Garbary. Pod jednym z przęseł znajduje się przepust, przez który przepływa rzeka Kłodawka. Najbardziej okazały jest przejazd na ul. Bolesława Chrobrego prowadzącej na most Staromiejski. Po obu stronach torów umieszczono mijanki tworzące balkoniki wsparte na stalowych wspornikach. Przestrzenie pod niektórymi sklepieniami są zamurowane i wykorzystane na pomieszczania magazynowe i usługowe. Dekoracje architektoniczną stanowią gzymsy kostkowe. Przy przejeździe kolejowo-drogowym na ul. Teatralnej przy obecnej Akademii im. Jakuba z Paradyża estakada się kończy.

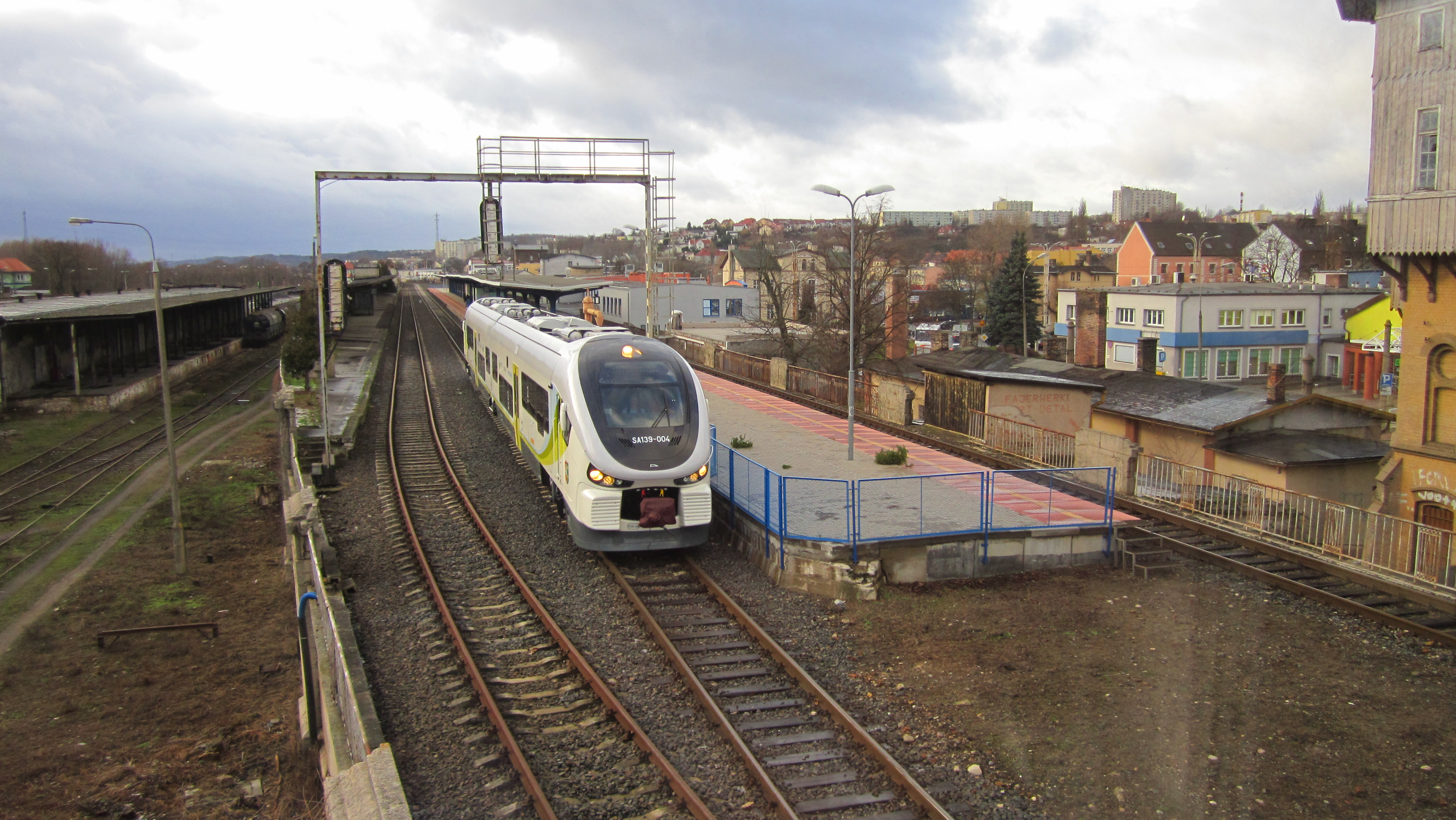
Link przy peronie w Gorzowie
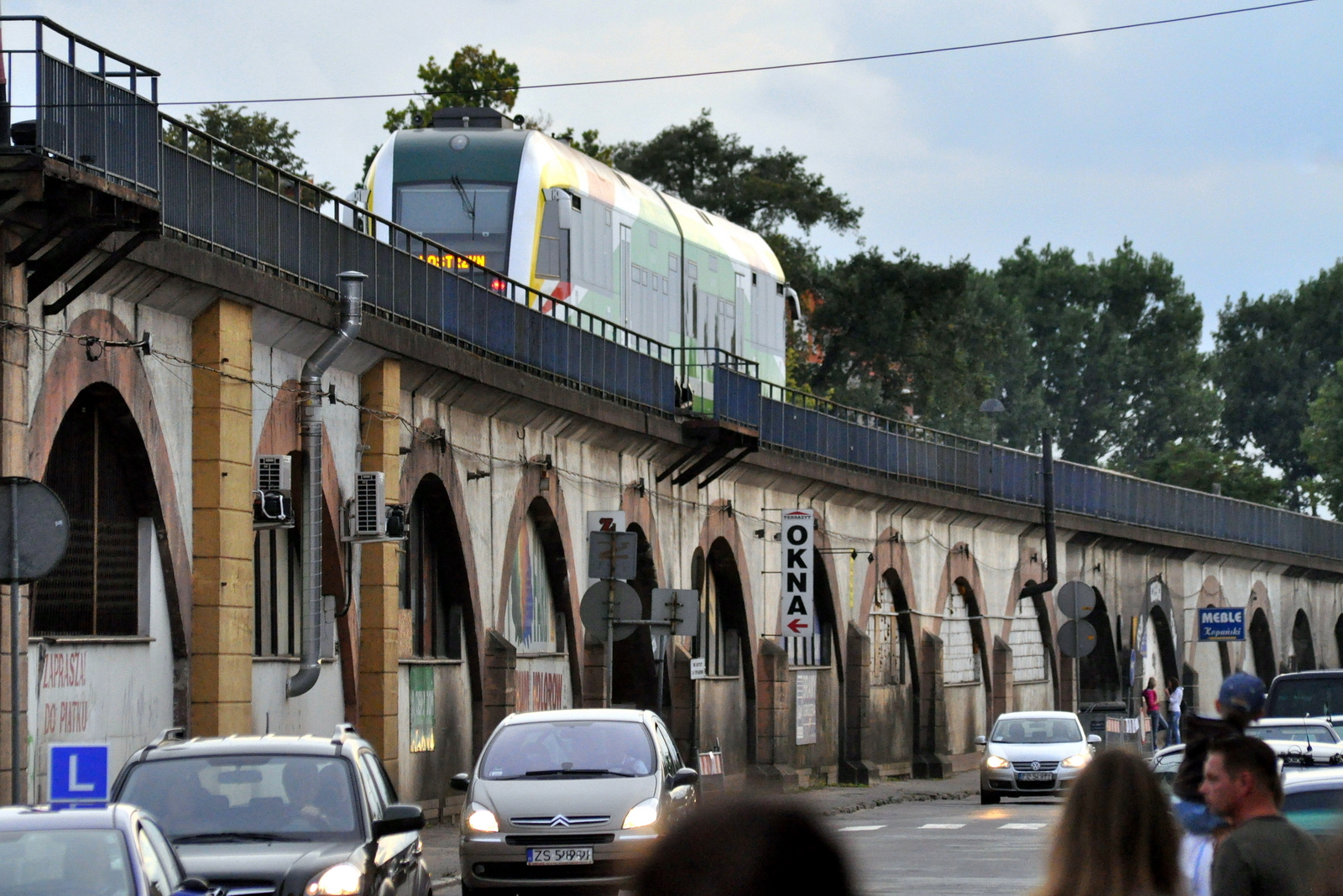
Estakada - ul. Spichrzowa
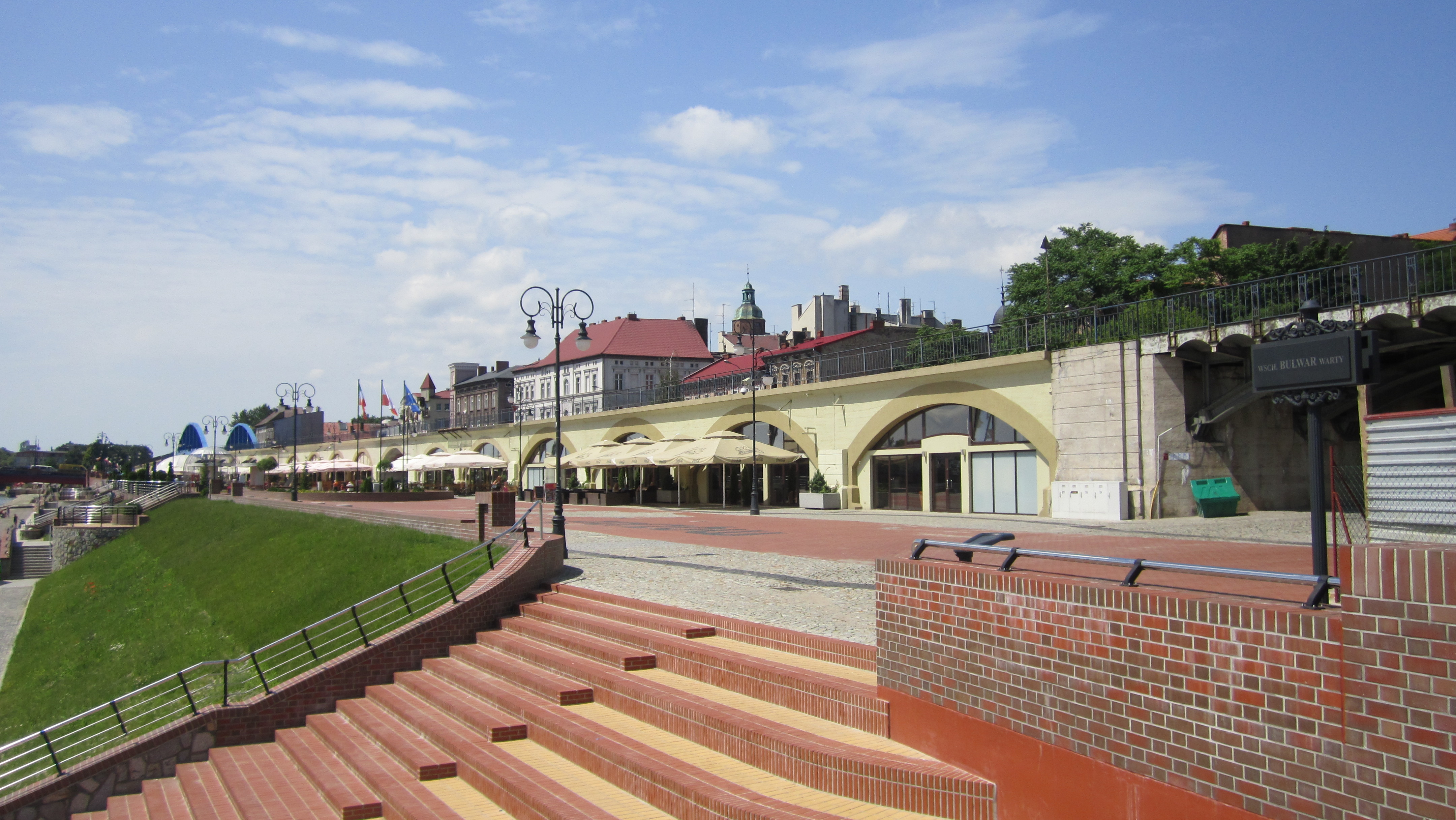
Bulwar wschodni
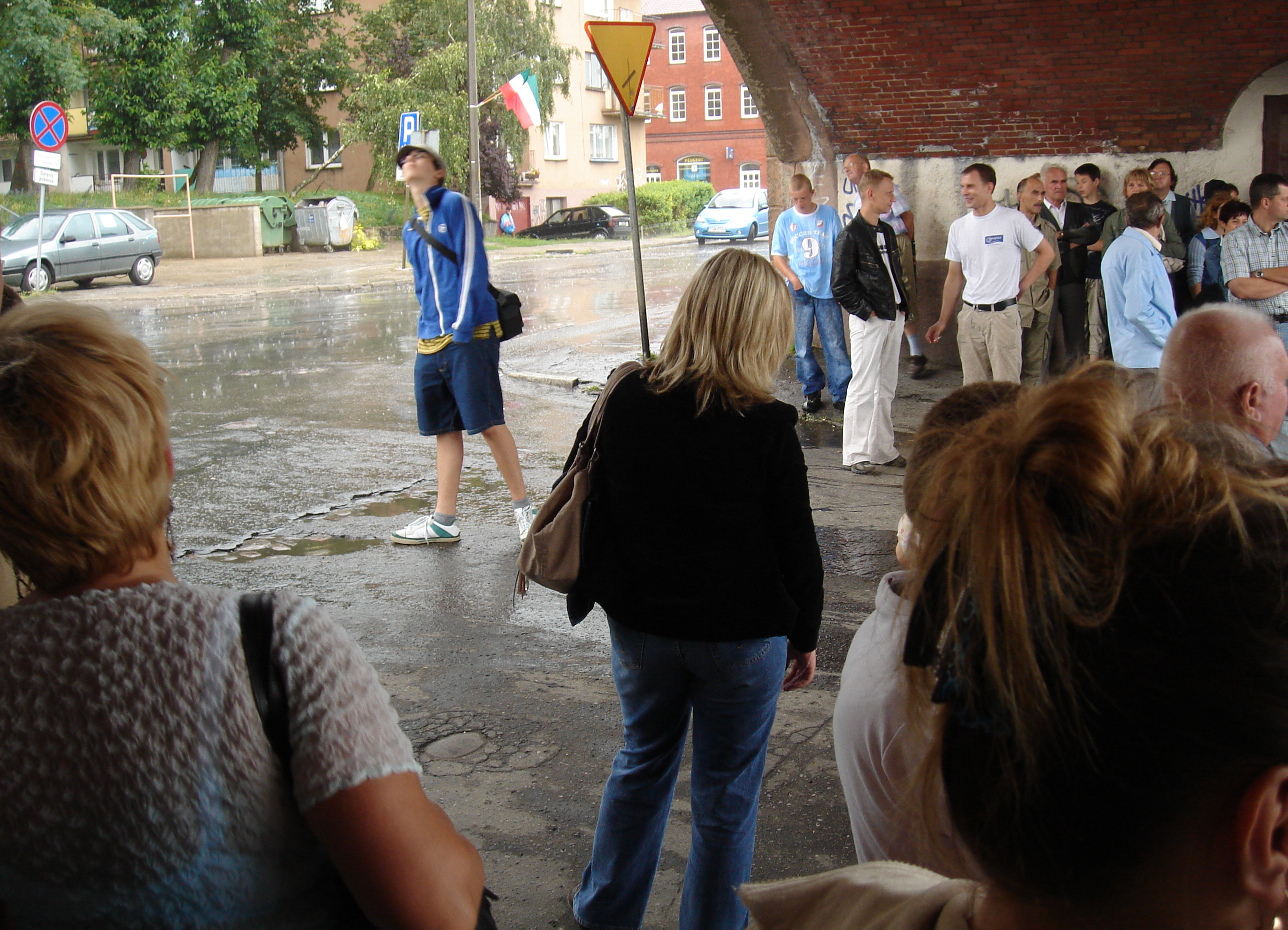
Nagła ulewa - schronienie w niszy estakady
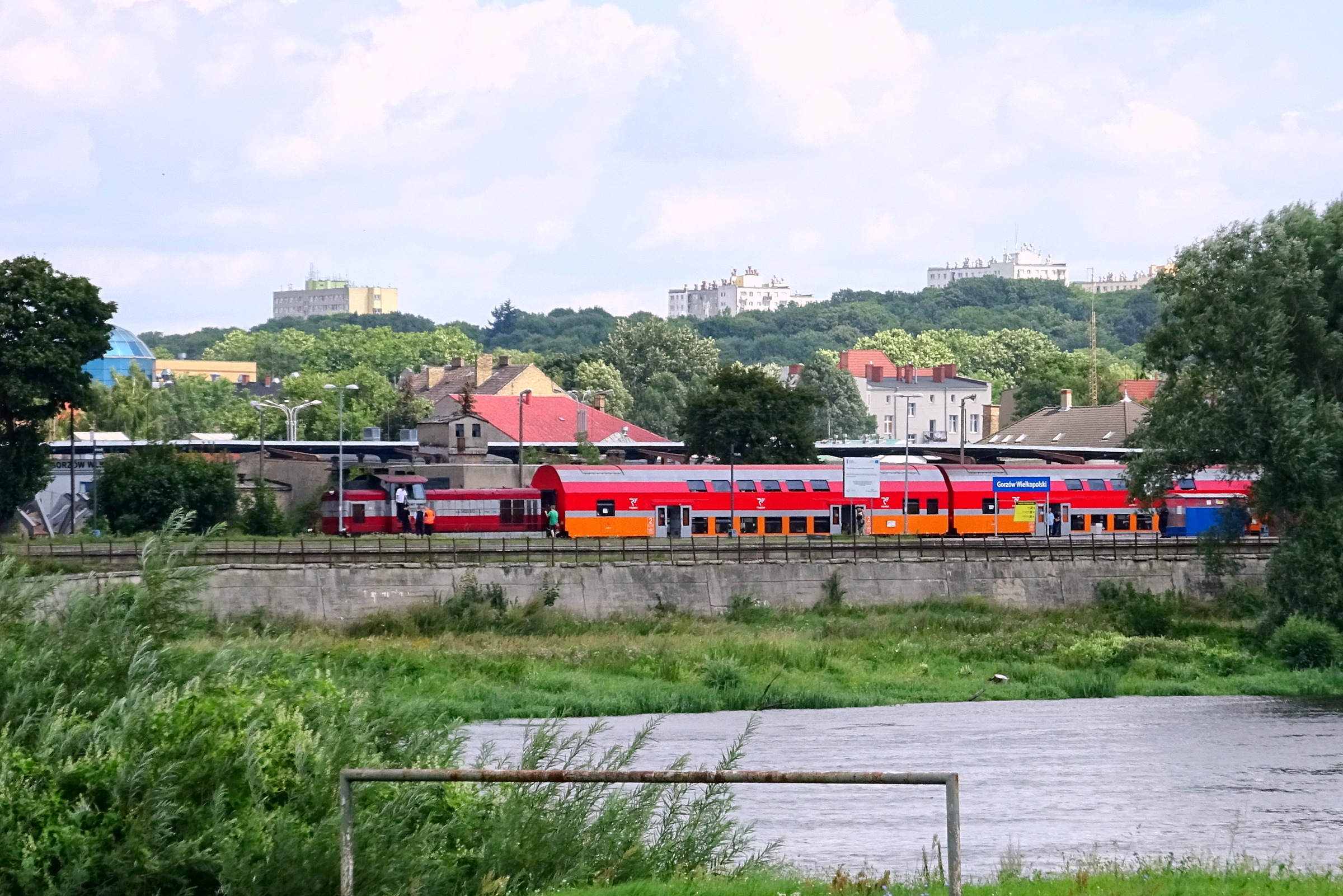
Peron 4 (warciański)

## Najdłuższy zabytek techniki w Polsce
Procedura wpisania estakady do rejestru trwała prawie dwa lata. Konieczne było zebranie wszystkich materiałów dowodzących, że jest to zabytek, wart zachowania mimo uszkodzeń podczas działań wojennych oraz przebudów. 
Estakada kolejowa została wpisana do rejestru zabytków – nr rej.: L-320/A z 2.06.2009, przez lubuskiego wojewódzkiego konserwatora zabytków Barbarę Bielinis-Kopeć. Budowla uznana została za zabytek techniki. Estakada ma 1,7 km, ponieważ nie wszystkie budowle zostały uwzględnione.
Gorzowska estakada jest najdłuższym zabytkiem techniki w Polsce, o unikatowym rozwiązaniu architektonicznym. Była budowana w ramach linii kolejowej Królewsko-Pruskiej Kolei Wschodniej.